# Estação meteorológica Kurt

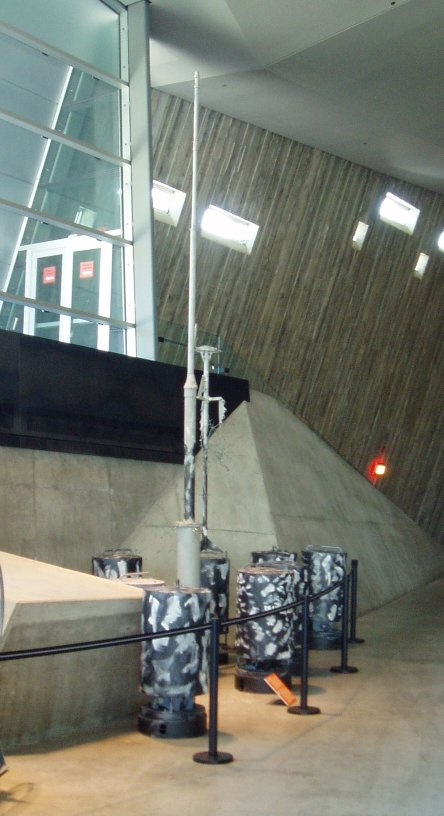
A Estação Meteorológica Kurt no Museu de Guerra do Canadá

A Wetter-Funkgerät Land-26 era uma estação meteorológica construída pela tripulação de um submarino alemão no norte de Labrador, Canadá, em 1943. A estação meteorológica Kurt foi a única operação armada da Alemanha na América do Norte durante a Segunda Guerra Mundial.
O tempo, no hemisfério norte, move-se predominantemente do oeste para o leste. Isso deu uma grande vantagem aos Aliados, já que eles podiam prever o tempo mais precisamente do que os Alemães. No dia 18 de Setembro de 1943 foi enviado de Kiel, na Alemanha, o submarino U-537 carregado com uma estação meteorológica móvel, chamada de WFL-26, e apelidada de "Kurt". A estação era fabricada pela Siemens, tinha diversos instrumentos e um poderoso transmissor. A bordo do submarino, também estavam o meteorologista Kurt Sommermeyer e dois assistentes.
Em 22 de outubro, o submarino chegou à Martin Bay, uma isolada parte de Labrador. Após esperarem a neblina os encobrir para não serem vistos por aviões de patrulha, os Alemães desembarcaram e passaram quatro horas trabalhando para instalar a estação. A estação estava camuflada de modo que ficasse parecida com uma estação canadense. A estação funcionou somente por alguns dias até entrar em silêncio. Um segundo submarino foi enviado para consertar a estação, mas foi afundado pelos Aliados no Atlântico.
A estação ficou esquecida até a década de 70, quando um engenheiro da Siemens chamado Franz Selinger, que estava escrevendo um livro de história, pesquisou documentos de Sommermeyer e descobriu a existência da estação. Ele contactou o historiador do Departamento de Defesa Nacional canadense W.A.B. Douglas. Em 1981, Douglas e Selinger junto de um grupo acharam a estação quase intacta. A estação hoje está no Museu de Guerra do Canadá, em Ottawa.